# Endtyme
Endtyme è il sesto album in studio del gruppo heavy metal britannico Cathedral, pubblicato nel 2001.

## Tracce
1. Cathedral Flames – 1:59
2. Melancholy Emperor – 5:32
3. Requiem for the Sun – 6:54
4. Whores to Oblivion – 6:32
5. Alchemist of Sorrows – 7:16
6. Ultra Earth – 9:22
7. Astral Queen – 6:39
8. Sea Serpent – 5:48
9. Templar's Arise! (The Return) – 13:39